# Broissia
Broissia é uma comuna francesa na região administrativa de Borgonha-Franco-Condado, no departamento de Jura. Estende-se por uma área de 2,97 km². Em 2010 a comuna tinha 65 habitantes (densidade: 21,9 hab./km²).